# 大阪府咲洲庁舎
大阪府咲洲庁舎（おおさかふさきしまちょうしゃ）は、大阪市住之江区南港北（咲洲）にある高さ256.0メートル、地上55階・地下3階建ての超高層ビル。愛称は「さきしまコスモタワー」。名称は「大阪府咲洲庁舎」であるが、行政機関のオフィスを中心に、民間の事務所や店舗なども入る複合高層ビルとなっている。
旧名称は、大阪ワールドトレードセンタービルディング。略称は「WTC」。そのため「WTCタワー」とも呼ばれた。平成22年度予算が議決後、2010年6月1日に大阪府に譲渡され、現在の名称となった。

## 概要
経緯については、下記の#株式会社大阪ワールドトレードセンタービルディングも参照。
世界各地にあるワールド・トレード・センター（世界貿易センター）ビルディングの一つとして、大阪市港湾局が中心となって1988年（昭和63年）に策定した「テクノポート大阪」計画に基づき、第三セクター方式で建設された。
総事業費は1,193億円。高さは256.0メートルで、完成時は横浜ランドマークタワーに次いで2位、西日本では最も高いビルだったが2023年末現在、日本では麻布台ヒルズ森JPタワー（東京都港区、約330メートル）、あべのハルカス（大阪市阿倍野区、300.0メートル）、横浜ランドマークタワー（横浜市西区、296.3メートル）、虎ノ門ヒルズ ステーションタワー（東京都港区、約266メートル）、りんくうゲートタワービル（大阪府泉佐野市、256.1メートル）に次ぐ日本第6位である。着工時には地上252メートルで計画されていたが、同時期に大阪府が建設したりんくうゲートタワービルの高さが256メートルであったことなどから、高さを4メートル増やしてりんくうゲートタワービルと同じ256メートルとした。しかしりんくうゲートタワービルの高さが厳密には256.1メートルとなったことから、僅差での6位となっている。
咲洲コスモスクエア地区に建設されたこの超高層建築は、大阪湾岸を象徴するランドマークであるとして1996年度・第16回大阪都市景観建築賞（大阪まちなみ賞）の大阪市長賞を受賞した。
2014年12月23日と2015年11月3日に、高さ4メートルのところにあるビルの2階から, 高さ214メートルのところにある52階まで、高低差210メートルの1,176段の階段を駆け上る、大幸工業株式会社スペシャルチャレンジ「THE RISE 256」が開催された。

### 建物概要
- 所在地：大阪府大阪市住之江区南港北一丁目14番16号
- 竣工：1995年3月
- 主用途：事務所、商業施設
- 建築主：株式会社大阪ワールドトレードセンタービルディング
- 設計者：日建設計、マンシーニ・ダッフィ・アソシエイツ
- 施工者：大林組、鹿島建設、三井建設、ターナー・コンストラクション・カンパニー、鴻池組、錢高組、東急建設、奥村組、西松建設、五洋建設、日本国土開発による共同企業体 （JV）
- 敷地面積：20,000m2
- 建築面積：11,000m2
- 延べ床面積：149,296m2
- 高さ：256.0メートル
- 階数：地上55階[注 2]、地下3階
- エレベーター数：32基（東芝製12基、三菱製6基、日立製12基、オーチス製2基）

第1バンクと第4バンクは東芝製、第2バンクは三菱製、第3バンクと52階行展望エレベーター2基、駐車場用2基、フェスパ用、高層厨房用（46-50階）は日立製、非常用2基はオーチス製である。2020年7月からエレベーターの改修工事が実施され、中層バンクの三菱製を皮切りに順次更新される。2025年3月現在、非常用・中層バンク・高層バンク・駐車場用・展望用・フェスパ31号機・超高層バンクの2基が更新済み、4基が未更新。
- 低層バンク（1 - 6号機・東芝製、現在は休止中）

1階・2階・（6階）・7階 - 17階
- 中層バンク（7 - 12号機・三菱電機製）

1階・2階・6階・（17階）・18階 - 28階
- 高層バンク（13 - 18号機・日立製）

1階・2階・6階・28階 - 39階
- 超高層バンク（19 - 24号機・東芝製、1階から展望台の出口階である51階までは540メートル/分で37秒で結ぶ。上記の4バンクは各6基ずつ設置）

1階・2階・6階・39階 - 51階（その内の福祉型を含めた2基は地下1階、もう2基は52階まで通じているが、平常時は不停止）
- 駐車場用（29 - 30号機・日立製）

地下3階 - 1階 ※更新後は1階乗場にも現在階を示すインジケータが搭載され、各階でもインジケータが更新された。但し、地下1階は公用車専用フロアとなる。
- 展望台直通シースルー用（27 - 28号機・日立製）

1階（入口乗車用）・52階（入口降車用）※3・45-47・51階は不停止、今現在は上り専用運転になっている。27号機がまち側、28号機が海側。
- フェスパ用（31号機・日立製）

1階 - 3階
- 高層厨房用（32号機・日立製）

46階 - 50階 ※前室の中にあり、扉を開けると乗場がある。場所は25号機非常エレベーターそばの前室。インジケータは16セグメント式。EV機械室は46階の真下45階にある。
- 非常用（25 - 26号機・オーチス製）

地下3階 - 地下1階・1階 - 53階（42階は欠番）※25号機は低層バンク側、26号機は超高層バンク側にある。
建物の縦横比は1：3.31（横：縦）である。当ビルからはATC、ハイアットリージェンシー大阪、インテックス大阪等と連絡通路が結ばれている。また、1階には「大阪南港コスモタワー内郵便局」が設置されていた（2015年3月閉局）。建物北側の住友商事が所有する空地では、夏季を中心に「WTCオープンエアスタジアム」として、a-nationなどのライブイベントが行われることがある。

### 展望台

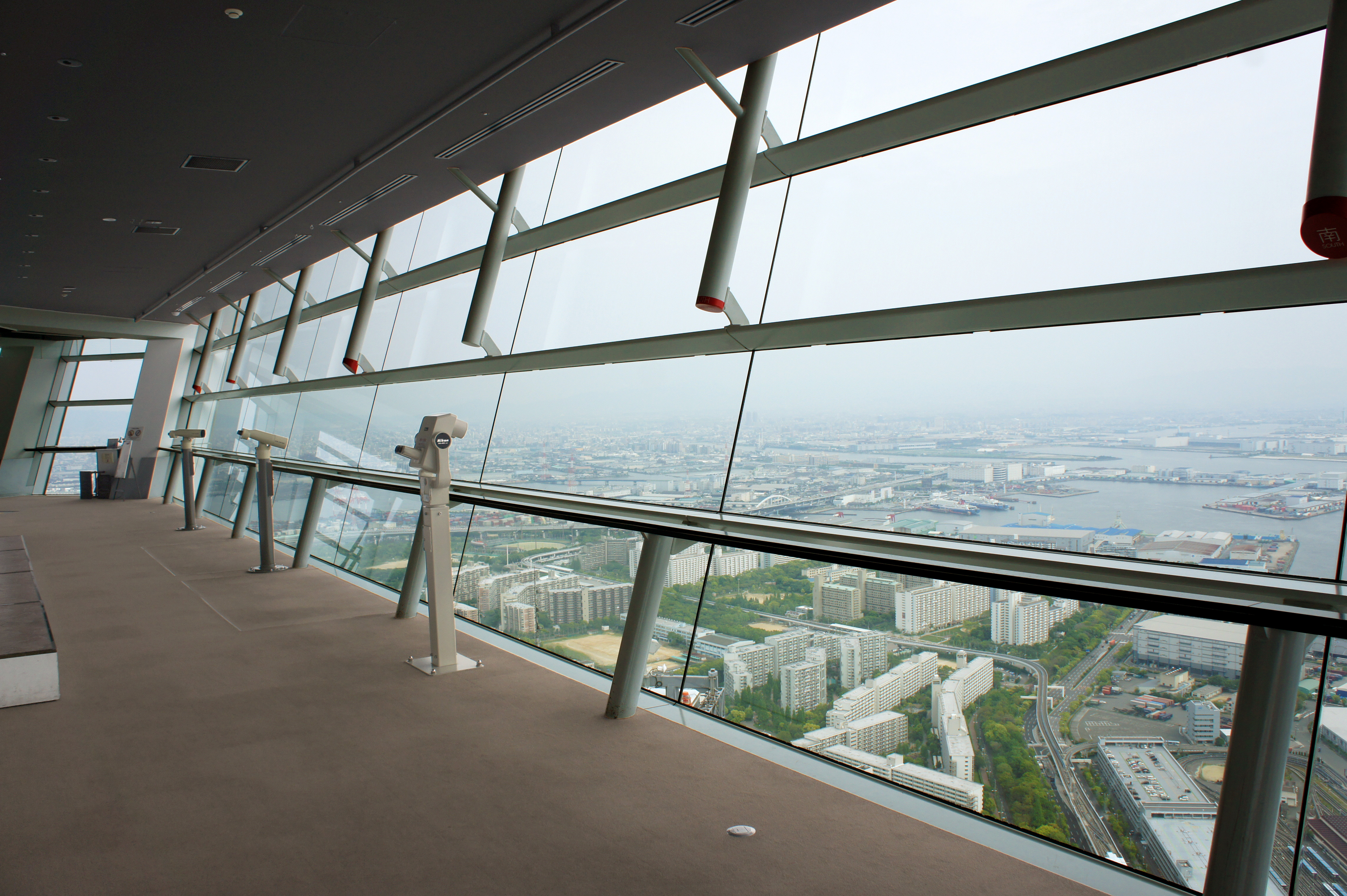
展望台

最上階の55階には、カフェなどが併設された有料の展望台（2023年9月1日より大人1000円、中小人600円、幼児無料）がある。この展望台は地上252メートルに位置し、一般向けの展望台としては東京スカイツリーの第2展望台 （451.2メートル）、あべのハルカスの60F展望台（287.6メートル）、横浜ランドマークタワーの展望台（273メートル）に次いで日本で4番目に高く、東京タワーの特別展望台（223メートル）や同じ大阪市内に存在する梅田スカイビル（173メートル）よりも高い。 尚、2016年4月1日より11:00〜22:00の営業（最終入場時間21:30）。 但し、月曜日定休となる（月曜祝日の場合は営業、翌日振替休館）。また、東京スカイツリー開業（2012年5月）後も西日本では最も高い建築物内の展望台であったが、2014年3月7日にあべのハルカスの展望台が開業したため、こちらに西日本一の座を明け渡すこととなった。
大阪の中心部から離れているため梅田周辺の高層ビル街を含め大阪市内を広域的に眺められる他、大阪府内と神戸市街と阪神間の町並み（＝大阪平野全域）および大阪湾一帯、京都市街を含む京都盆地、六甲山地、生駒山地、北摂山地（丹波高地）、和泉山脈、比叡山系を含む比良山地、淡路島、明石海峡大橋、関西国際空港、神戸空港、大阪国際空港、空気が澄んでいれば紀伊半島の紀伊山地や四国の四国山地と讃岐山脈と徳島市街、さらに小豆島、中国山地、吉備高原、鈴鹿山脈、布引山地、伊吹山地なども見ることができる。また、非営利団体「新日本三大夜景・夜景100選事務局」によって「夜景100選」に選定されている。
展望台への入場口は1階。展望台専用のエレベーターは52階までしか通じていないため、55階展望台までは高さ219メートルの53階から長いエスカレーターに乗り継ぐ必要がある。52階にも高さ214メートルの展望フロアが設置されており、車椅子使用者などエスカレーターの利用が困難な場合に限り、半額の料金で利用することができる。ただし事前の予約が必要。さらに、55階展望台と屋上のヘリポートに挟まれた空間には、金網が張られた半屋外型、高さ252メートルの第二展望台が存在し、イベント時など年に数回ほど一般開放されることがある。

## 沿革

### 株式会社大阪ワールドトレードセンタービルディング
コスモタワーは1995年に完成したが、アクセスの不便さやバブル崩壊により周辺の開発が進まなかったこともあって、オフィス入居の予測が外れ、空きフロアも出た。そこで、大阪市は市役所にあった行政部門のうち港湾局、水道局、建設局、ゆとりとみどり振興局、環境局や、第三セクター、関連会社などを多数移転し入居させ、「大阪市役所第二庁舎」と称されることもあった。後に大阪府による本建物の買収に伴い、これら大阪市の部局はATCや大阪市中央卸売市場へ段階的に移転し、2011年9月をもって同ビルからの市部局の移転は全て完了した。
2003年4月1日、WTC大阪の事務局は大阪国際経済振興センター（インテックス大阪）の国際部に吸収され、「IBPC大阪企業誘致センター」となった。

#### 特定調停による再建計画
WTCは1996年度の決算から債務超過に陥り、2003年3月の2002年度決算時には236億6,446万円の債務超過という事実上の倒産状態にあった。そこで2003年6月に、WTCはATCや湊町開発センターとともに金融機関に債務免除を求める特定調停を大阪地方裁判所に申請した。
2004年1月31日の大阪市会での調停案受け入れの議決を経て、2004年2月12日に金融機関との間で以下の内容の特定調停が成立し、経営再建がすすめられることとなった。
1. 大阪市が、家賃・共益費の名目で、以後40年間にわたり合計1,280億円を負担し、WTCを2011年度には黒字化をさせる。
2. 大阪市がWTCに貸し付けている200億円の債権は、125億円について債務の株式化、75億円については劣後債権化する。
3. 金融機関は、WTCに対して有する782億円の債権のうち、137億円について債権放棄をして、残る645億円については40年間にわたり分割でWTCから返済を受ける。
4. WTCが債務を返済できない場合、大阪市が金融機関の損失を補償する[注 5]。

2004年6月24日には前伊藤忠都市開発社長の船越洋蔵が、民間から大阪ワールドトレードセンタービルディング社長に就任し、経営再建に取り組んだ。その結果、2005年度に初めて黒字を計上した。また、2007年9月現在、入居率は81.6%となっている。
2004年、大阪の市民グループ「見張り番」は、当時の關淳一大阪市長に対して、大阪市がWTCに対して支払う賃料が「適正賃料」より遥かに高いという理由で、市長らに対する損害賠償および適正額を上回る額の賃料の支払の差止めを求める住民訴訟を提起した。この訴訟において「適正賃料」の鑑定が行われた結果、1998年当時および2000年当時の適正賃料は、実際の賃料の2分の1であることが判明した。2008年6月26日、大阪地裁は大阪市の同ビル及びATCビルへの賃料が高額だが適法との判断を示し、原告の請求を退けた。一方で、判決文中で「より低い賃料で契約することは可能だった」とも言及した。なお、2008年2月の時点で、大阪市特定団体再建検討委員会によるシミュレーションの結果では、「2004年の特定調停時の経営計画通りに再建が進まずにきており、現行賃料のままでも2010年にはほぼ確実に運転資金が底をつく」と指摘される。平松邦夫大阪市長は「特定調停に基づく再建を断念する」と2008年のインタビューで答えている。

#### 府庁移転案の否決
2008年8月3日、大阪府がWTCを買収した上で大阪府庁舎をWTCへ移転する構想を橋下徹大阪府知事が検討していることが明らかになった。府知事は、5日に平松邦夫市長を訪れ、老朽化が激しい現府庁舎の建て替え案・耐震補強案に次ぐ第3の案として、WTC移転案を正式に表明した。他の2案と比べると一番安価な案であり、府議会自民党や府議会民主党なども関心を示した。
2008年8月22日、橋下府知事が府議会議員らとWTCを視察し、関西国際空港や神戸空港へのアクセスの良さ、周辺に利用可能な空き地が多い等の理由から、府庁舎を移転するならばWTCしかないと言い切った。また2008年9月11日には、京阪電気鉄道の佐藤茂雄最高経営責任者が、橋下府知事の府庁移転案に応える形で、中之島線のWTCまでの延伸を検討していることを明らかにした。
2009年2月24日、橋下徹知事は「大阪府庁の位置を定める条例制定の件」及び移転経費を盛り込んだ一般会計補正予算案を、大阪府議会に提案した。
2009年3月24日に大阪府議会で採決がとられた。地方公共団体の事務所の位置を定める条例の改廃には、地方自治法第4条第3項の規定により、議会において出席議員の3分の2以上の多数による同意が必要だが、橋下知事の与党である自由民主党議員団49人からも造反者が出て、同じく与党の公明党議員団23人が一致して反対、野党の日本共産党議員団10人も反対し、野党民主党議員団24人は自主投票となった。無記名投票による採決で、出席議員112人（特別議決の際には、議長も投票する）中、賛成46票・反対65票で否決された。その後行われた移転経費の補正予算案についての無記名投票による採決では、賛成者がさらに減り、投票総数111人（議長を除く）中、賛成40票・反対69票と賛成少数につき、否決された。
この間、テナント誘致策をとりやめ、テナント入居の申込みや、テナントからの増床の申込みを断っていたことが報道されている。

#### 2次破綻 会社更生法の適用の申請
2009年3月26日、府庁移転案の大阪府議会での否決を受けて、大阪市により運営会社の「株式会社大阪ワールドトレードセンタービルディング」について、会社更生法の適用申請が大阪地方裁判所になされ、保全管理命令が発せられた。これにより、裁判所の選任する管財人による再建計画の内容等、新たな調整が行われることになるとともに、大阪市は特定調停での損失補償条項による支払を金融機関から求められることになった。

#### 購入案の可決と実質的庁舎移転構想

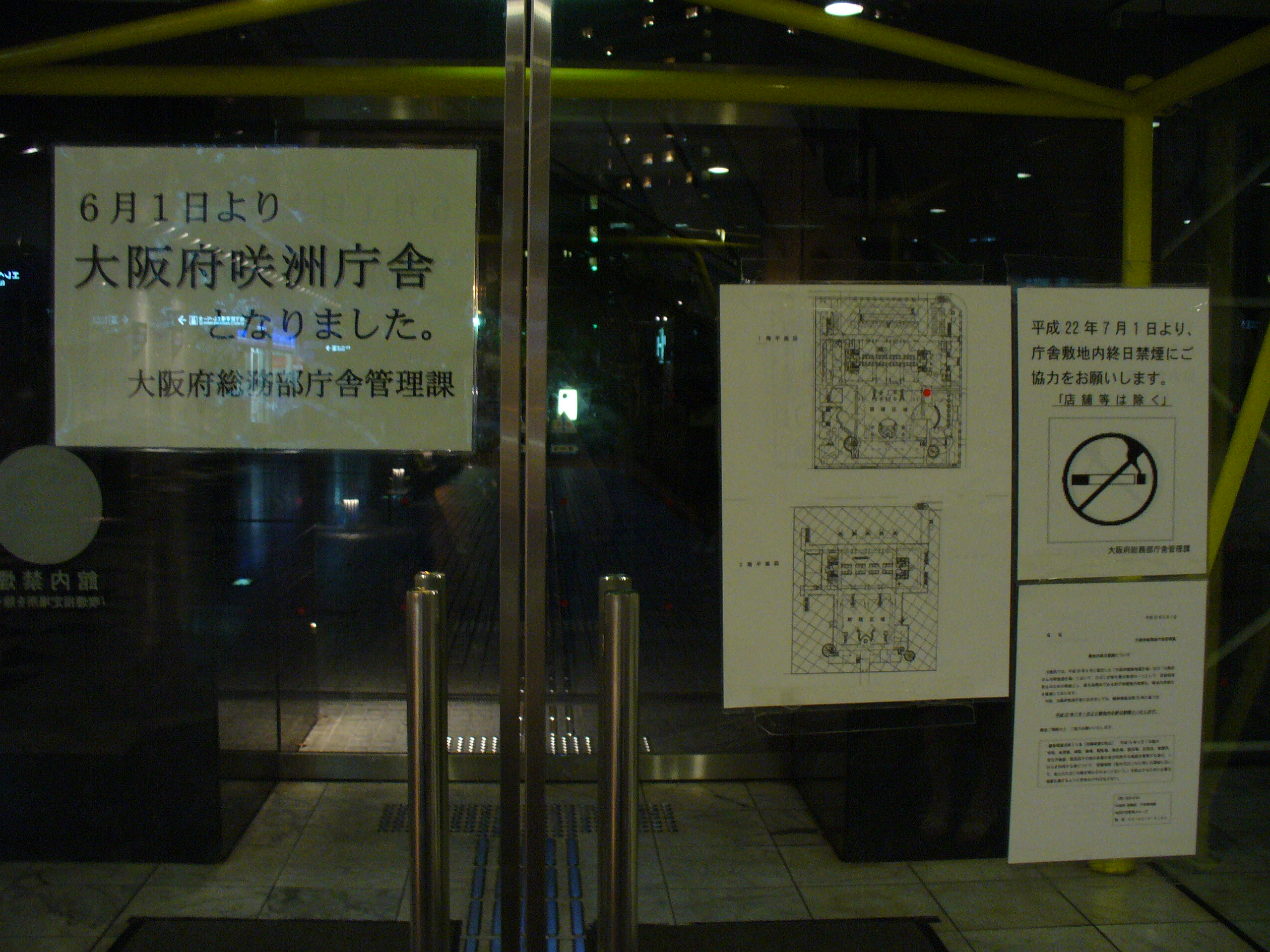
出入口扉の名称変更告知

2009年10月27日、大阪府議会本会議でWTC購入の債務負担行為を認める平成21年度一般会計補正予算案が可決された。3分の2以上の賛成が必要な府庁移転の条例案は否決されたものの、橋下知事は、知事室と議会以外のすべての部局を移転の対象にすると述べ、実質的な府庁移転を目指すことを強調した。また、知事ら特別職の執務室となる「特別職待機室」をWTC内に設置し、週の半分は滞在する予定だとしている。

### 大阪府咲洲庁舎への改称
2010年3月8日、ビルを約80億円で大阪府に売却する内容を含む、株式会社大阪ワールドトレードセンタービルディングの更生計画案について、大阪市議会が同意する決議を行う。同年3月24日には、大阪府議会がWTC購入費や移転費の現実の支出を認める平成22年度一般会計予算案を可決。2010年3月26日に、同社と大阪府がWTC売買の仮契約を締結。2010年3月29日、同社の関係人集会において更生計画案の承認決議がなされ、続いて大阪地裁が更生計画案を認可した。2010年5月下旬に、大阪府議会が重要財産取得の議決をして、同社と大阪府の間で本契約を締結。2010年6月1日付けで大阪府に所有権が移転され、「大阪府咲洲庁舎」に改称された。株式会社大阪ワールドトレードセンタービルディングは、2010年7月末に解散し、2011年3月2日に清算結了した。

#### 東日本大震災による庁舎全面移転断念及び二庁舎構想
2011年3月11日に発生した東北地方太平洋沖地震（東日本大震災）により、大阪府内の揺れは最大で震度3だった（9日の前震においても、本庁舎において震度1の揺れが観測されている）。咲洲庁舎では、長周期地震動により天井の落下や床の亀裂など360箇所が損傷、防火戸の破損、エレベーター全32基中26基が緊急停止し、うち4基に男性5人が5時間近く閉じこめられ、エレベーターを支えるワイヤロープが絡まる、地震発生から丸1日が過ぎた12日夜の時点でも8基が復旧しないなど耐震性への不安が露呈した。
このため橋下徹知事は咲洲庁舎について耐震補強する考えを示した（長周期地震動に対応するための改修費約45億円）が、名古屋大学の福和伸夫教授（建築学）らから、地盤と建物の共振による耐震性の欠如を指摘するなどされたことを受け、「災害対応拠点としては難しい」、「本庁舎としては難しい。全面移転はない」として全面移転案を断念した。
橋下知事は咲洲庁舎について耐震補強をすれば災害対応拠点ではない通常のビルとして使用できるとして、咲洲庁舎売却による即時撤退を否定した上で、現在の知見では倒壊の恐れはないものとした上で咲洲庁舎の耐震補強を急ぐとともに、同年11月に同時執行が想定される2011年大阪府知事選挙と2011年大阪市長選挙の結果と大規模地震の想定見直しが終了する2012年秋の中央防災会議における咲洲庁舎の耐震性に関する知見で問題が解消されれば、咲洲庁舎を防災担当以外の業務や大阪湾岸地区の行政拠点と大阪湾岸地区を対象とする「国際総合戦略特区」のシンボルタワーと位置づけるとし、本庁舎（大阪市中央区）と咲洲庁舎による二庁舎併用構想を示している。
一方、3月20日には全面移転反対派（ただし咲洲庁舎購入予算には賛成）で府議会議長の長田義明（自民党）が「本当にこの地震が起こってよかった」とした発言をし、のちに釈明するに至った。これを受けて自民府議団は除団処分とした上で議長辞職を勧告、自民党大阪府連は長田府議長の大阪府議選における公認を取り消すこととした。それにより無所属にて立候補することとなったが、落選した。
大阪府は2012年5月、咲洲庁舎の長周期地震動対策工事を大林組が落札したと発表した。落札額は8億6560万円。予定価格は10億1000万円だった。

#### さきしまコスモタワーホテル
大阪府は2017年8月9日に、7階から17階までの全フロアのホテルの入居が決まったと発表した。ホテルの名称は「さきしまコスモタワーホテル」で2019年1月29日に109室で一部開業した。堺市の自転車販売業でホテル事業に進出しているリコジャパンと和泉市の不動産会社の西辻工務店の共同事業で、両社が100%出資する新会社がホテルを運営する。
2020年7月末、ホテルが賃料を滞納していたとして、大阪府が施設の賃貸借契約を解除した。同ホテルは2019年10月分から2020年7月分まで賃料を支払っておらず、滞納金は総額で約3億2千万円に上ると報道された。
2020年11月、大阪府は滞納金や光熱水費などの支払いと施設の明け渡しを求める裁判を提訴した。これ以降も、ホテル側は賃料等を滞納したまま営業を続け、2022年6月現在、滞納額の総額は20億円近くに達している。2023年3月14日、大阪地方裁判所はホテル側に施設の明け渡しと滞納金など約26億円の賠償を命じた。2024年6月5日、大阪高等裁判所は1審判決を支持し、ホテル側の控訴を棄却した。同月25日、大阪府はこの判決が確定したと発表した。
2024年8月22日、強制執行による大阪府の資産差し押さえを免れるために旅行予約サイトからの宿泊料金計約900万円を隠したとして、ホテルの経営会社社長と運営会社社長が強制執行妨害目的財産損壊容疑で逮捕された。同年12月10日、大阪地裁は2人に対して、それぞれ懲役1年、執行猶予3年の有罪判決を言い渡した。
2024年10月31日、さきしまコスモタワーホテルは閉館し建物から退去した。12月24日付で経営会社「さきしまコスモタワーホテル開発」が大阪地裁から破産手続きの開始決定を受けた。負債額は約72億円。2025年4月21日には運営会社「さきしまコスモタワーホテル」も大阪地裁から破産手続きの開始決定を受けた。2月に大阪府から破産を申し立てられていたという。負債額は約14億7100万円。

## 部局配置
- 大阪府庁のページを参照

## 交通機関
- ニュートラム「トレードセンター前駅」下車 4分
- ニュートラム「中ふ頭駅」下車 7分
- Osaka Metro「コスモスクエア駅」下車 8分

## 周辺施設
- アジア太平洋トレードセンター
- グランドプリンスホテル大阪ベイ
- インテックス大阪
- ミズノクリスタビル